# Donji Korićani (Travnik, BiH)
Donji Korićani su naseljeno mjesto u općini Travnik, Federacija Bosne i Hercegovine, BiH.

## Zemljopis
Spada u naselja s najvišom nadmorskom visinom u BiH. Nalaze se na zaravni planine Vlašića (1943 m) nedaleko od ušća Ilomske u Ugar. Donjim Korićanima je donja granica na 1250 metara nadmorske visine.
Smješteni su na strateški važnom zemljopisnom položaju, na dodiru šumovitog i livadsko-pašnjačkog otvorenog dijela najvišeg vrha Vlašića Paljenika. Geostratešku ulogu pojačava obližnji prijevoj i križanje puteva prema Banjoj Luci, Kotor Varošu, Travniku i Jajcu, te između dolina rijeka Bosne, Lašve, Vrbasa, Ugra i Vrbanje. Radi nadziranja toga svaka je vojska koja je prošla ovuda nastojala zauzeti ovaj dio Vlašića.

## Povijest
Do 1918. upravno je bilo u općini Vlahovići sa sjedištem u Turbetu i kotaru Travnik.
Nakon potpisivanja Daytonskog mirovnog sporazuma izdvojeno je istoimeno naseljeno mjesto koje je pripalo općini Skender Vakuf koja je ušla u sastav Republike Srpske.

## Stanovništvo

### 1991.
Nacionalni sastav stanovništva 1991. godine, bio je sljedeći:
ukupno: 657
- Srbi - 477
- Hrvati - 173
- ostali, neopredijeljeni i nepoznato - 7

### 2013.
Nacionalni sastav stanovništva 2013. godine, bio je sljedeći:
ukupno: 10
- Srbi - 10

## Poznate osobe
- Ilija Slavnić